# Haus der Delfine
Das Haus der Delfine (Maison des dauphins) befindet sich in der Stadt Delos auf der gleichnamigen griechischen Insel und gehört mit etwa 450 m² zu den großen antiken Wohnbauten der Stadt. Das Haus liegt südöstlich des Theaters im sogenannten Theaterviertel an der Ecke eines Wohnblockes. Das Haus wurde in hellenistischer Zeit errichtet.
Der Eingang des Hauses liegt im Süden und führt über einen Gang direkt ins Peristyl, dessen Zentrum mit Säulen ausgestattet ist. Darum sind diverse Räume angeordnet. Der Eingangsraum des Hauses ist mit einem einfachen rot-schwarz-weißen Mosaik dekoriert, das im Zentrum ein Tanit-Zeichen zeigt. Das Zeichen ist ansonsten vor allem aus dem punischen Kulturkreis bekannt. Das namengebende Mosaik des Hauses befindet sich im Impluvium (der freie Raum in der Mitte eines Peristyls). Dort befindet sich ein rundes Mosaik in einem quadratischen Rahmen. Das Zentrum des Mosaiks bilden diverse ornamentale Kreise. Ganz im Zentrum, das nicht gut erhalten ist, befinden sich Rosetten. An den vier Ecken des Mosaiks sieht man jeweils zwei Delfine, auf denen sich Reiter befinden. Das Mosaik trägt die Signatur des Asklepiades aus Arados. Weitere Mosaikfragmente wurden bei Ausgrabungen gefunden und mögen zum Fußboden in einem oberen Stockwerk gehört haben.

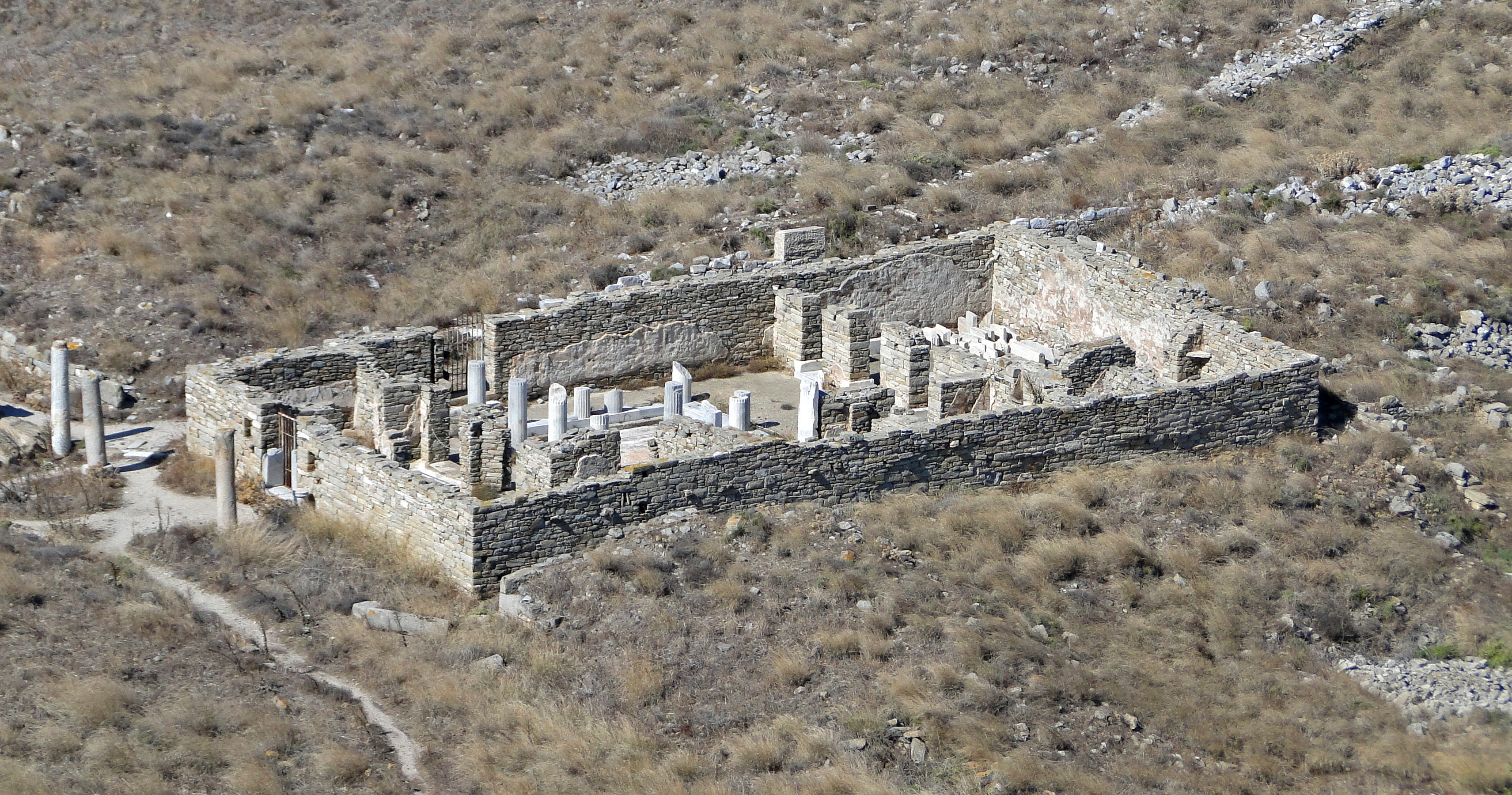
Das Haus der Delfine
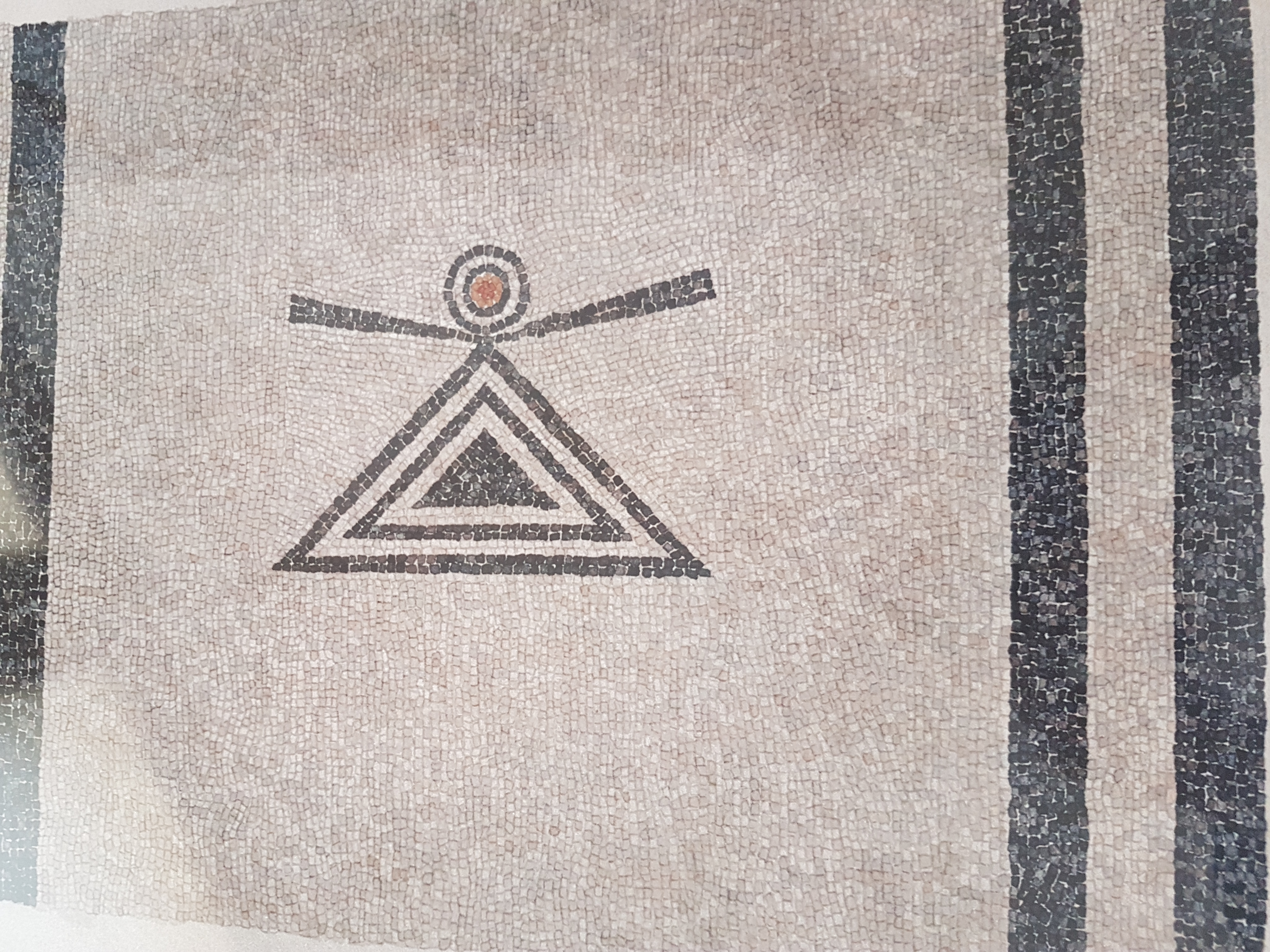
Mosaik mit Tanit-Zeichen
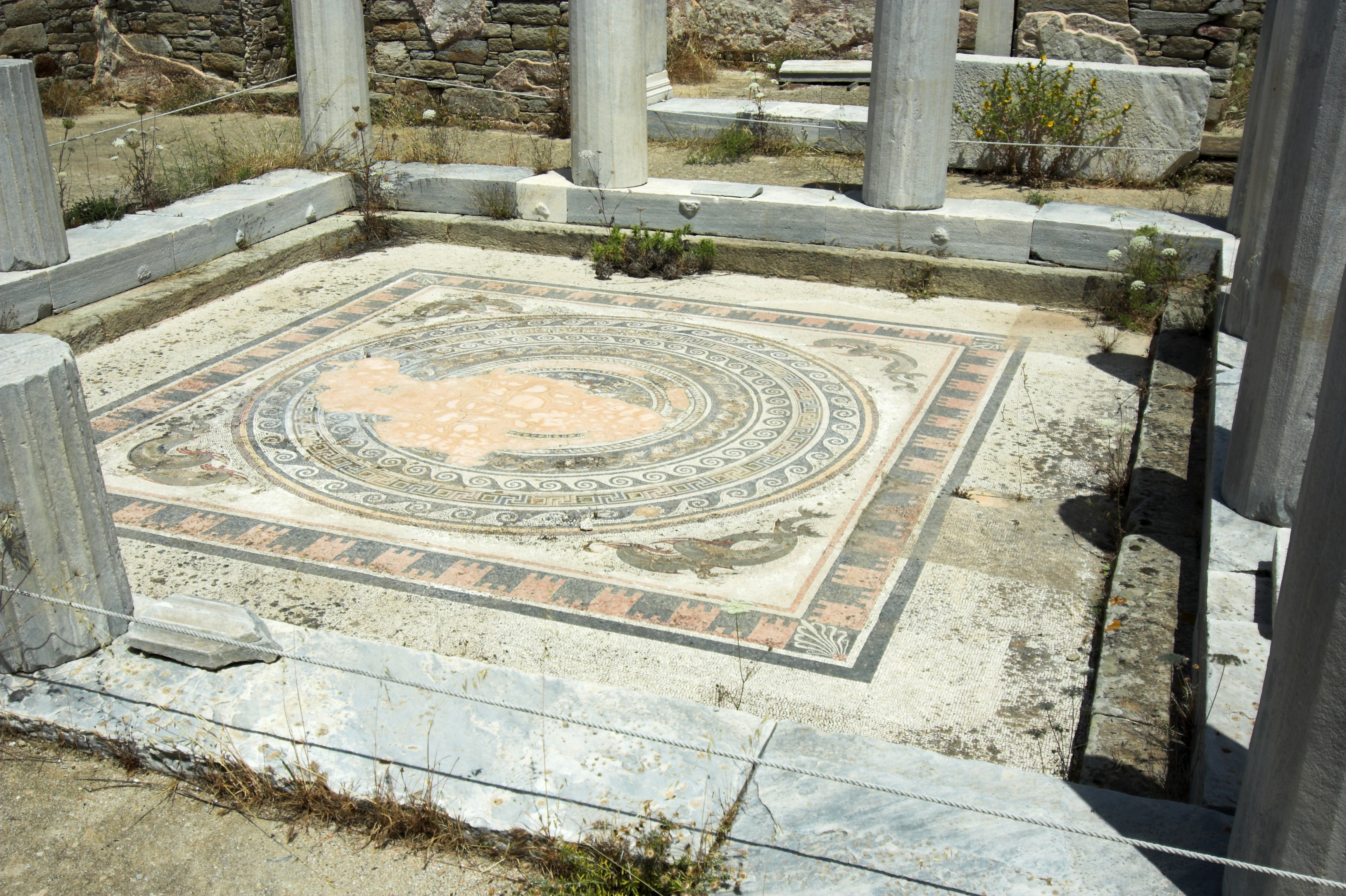
Das Zentralmosaik im Peristyl
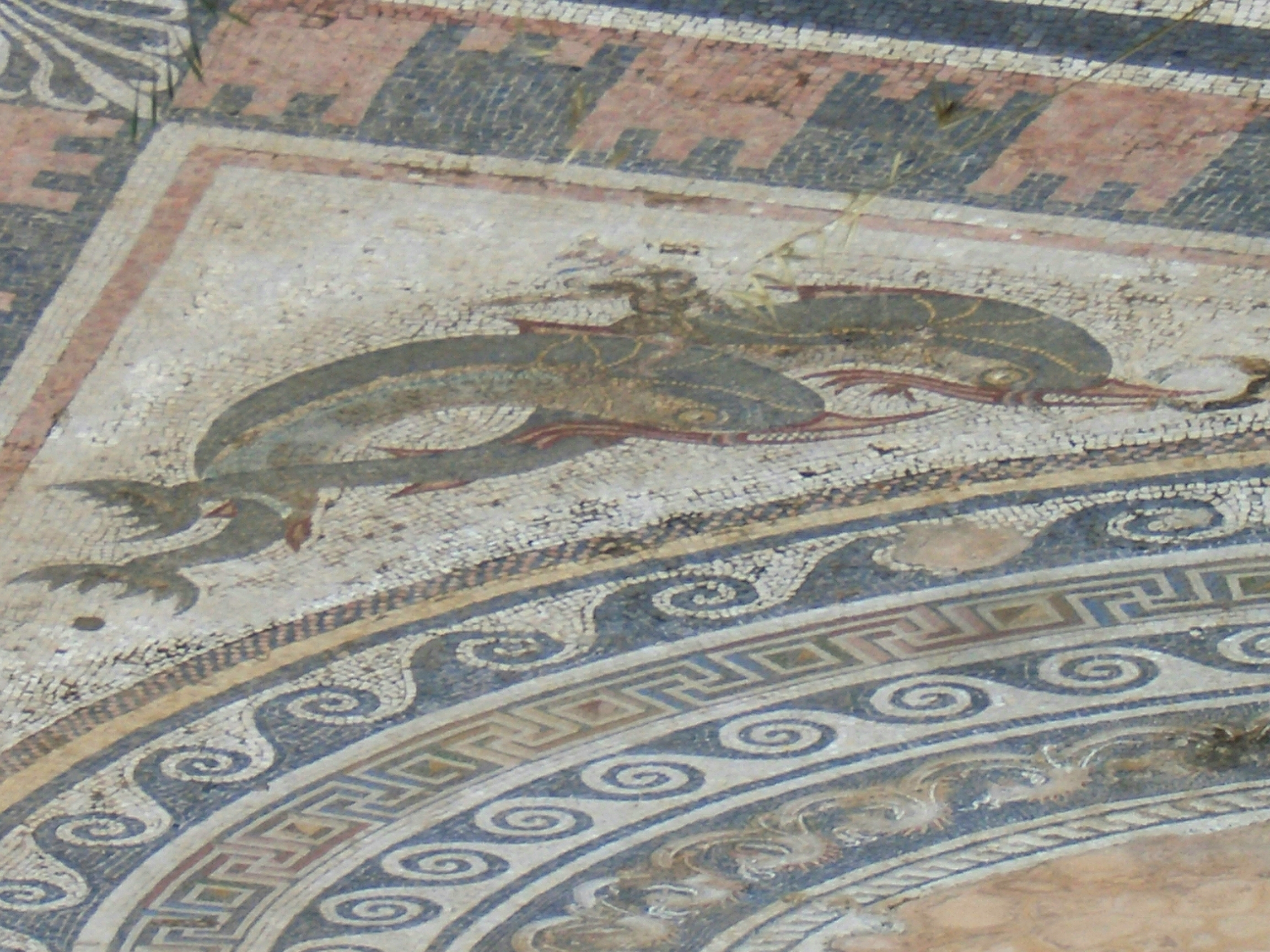
Delfine